# Haugesund Seagulls
Haugesund Seagulls (grundlagt 9. januar 2009) er en Norsk ishockeyklub fra Haugesund. Klubben kaldes officielt "Haugesund Ishockeyklubb" og har Haugesund Ishall som hjemmebane. Eliteholdet spiller ind Norges ishockey førstedivision for mænd .
Klubben arbejder med en vision om at bringe hockey til hele Norge og har også etableret følgende værdier klubben: Forpligtet - Generøs - Real
Haugesund Iahockeyklubb tilbyder følgende aktiviteter for at være i stand til at nå deres mål;
- Skøjteløb og ishockey skole (fra 4 år +/-)
- Aldersspecifikke hold for piger og drenge (U8-U14 +)
- A-forsinkelse
- Kvindernes hold
- Veteran